# Henri Monnot
Henri Monnot (Parigi, 27 luglio 1866 – Saint-Germain-en-Laye, 23 febbraio 1933) è stato un velista francese.
Partecipò ai giochi della II Olimpiade di Parigi nel 1900 dove vinse una medaglia di bronzo nella gara 1 della classe velistica da 0 a mezza tonnellata a bordo di Sarcelle. Nella gara 2 della stessa categoria giunse quarto mentre nella gara di classe aperta non si classificò.

## Palmarès
| Anno | Manifestazione | Sede   | Evento                 | Risultato |
| ---- | -------------- | ------ | ---------------------- | --------- |
| 1900 | Olimpiadi      | Parigi | Classe 0-½ ton, gara 1 | Bronzo    |